# Кызылкайын (Аксуский район)
Кызылкайын (каз. Қызылқайың) — село в Аксуском районе Жетысуской области Казахстана. Входит в состав Есебулатовского сельского округа. Код КАТО — 193239200.

## Население
В 1999 году население села составляло 271 человек (147 мужчин и 124 женщины). По данным переписи 2009 года, в селе проживали 253 человека (132 мужчины и 121 женщина).